# Chrýseovna

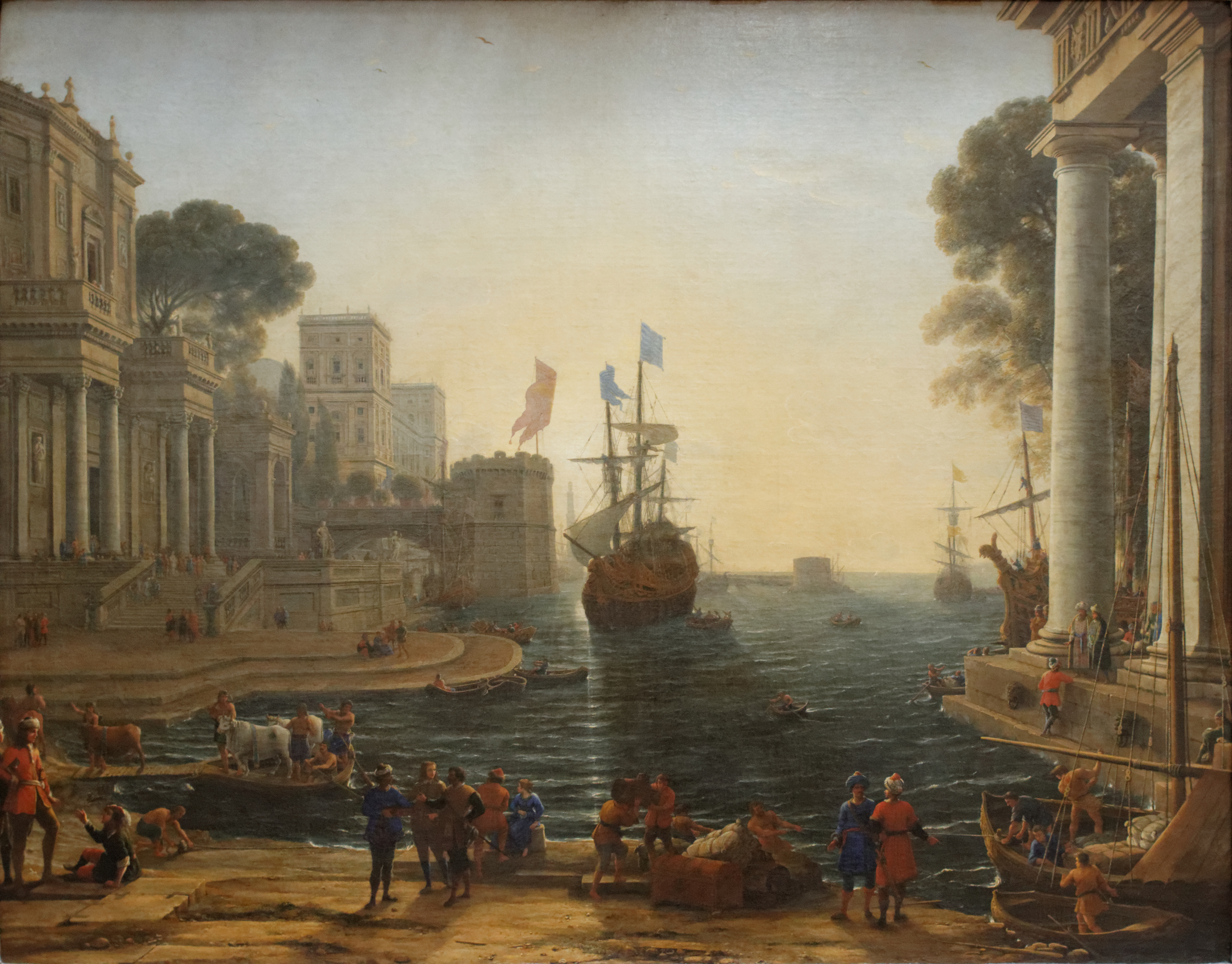
Odysseus vrací Chrýseovnu jejímu otci, Claude Lorrain, 1644

Chrýseovna (řecky Χρυσηίς, latinsky Chryseis), u pozdějších autorů též Astynomé, je v řecké mytologii dcera Apollónova kněze Chrýsa z města Chrýsy v Mýsii. V trójské válce byla zajata Achillem a připadla vrchnímu veliteli Agamemnónovi. Kvůli jejímu zajetí postihl Řeky mor, ale Agamemnón ji vrátil až výměnou za Achillovu Bríseovnu.
Byla zajata Achilleem při jedné z jeho výprav, kdy získával jídlo a kořist pro řecká vojska před Trójou. Tenkrát dobyl město Théby v Mýsii, kde krásná dívka žila. Připadla jako kořist vrchnímu veliteli řeckých vojsk králi Agamemnónovi.
Neprodleně pro svou dceru přišel Chrýsés, aby ji vykoupil. Nabízel velké výkupné, ale Agamemnón to nepřijal a Chrýsa vyhnal. Poté zdrcený Chrýsés uprosil boha Apollóna a ten vrhal do tábora Řeků morové střely celých devět dní.
Až věštec Kalchás vysvětlil Řekům, kdo je původcem strašného moru v jejich řadách. Vysvětlil Řekům, že Apollóna může usmířit jedině vydání zajatkyně, a to bez výkupného. Agamemnón se rozzuřil, v zlosti urazil kdekoho, také Achillea, který se věštce zastával. Nakonec se král musel verdiktu podřídit, jako náhradu si však vyžádal krásnou Bríseovnu, otrokyni a milenku reka Achillea.
Tak se Bríseovna stala příčinou velkého sporu Agamemnóna a Achillea. Tento spor je jednou ze základních zápletek Homérova eposu Ilias.